# Relaciones Andorra-Francia
Las relaciones Andorra-Francia son las relaciones diplomáticas entre Andorra y Francia. Las relaciones entre Andorra y Francia se remontan a 1278, año en que la soberanía sobre el Principado de Andorra fue compartida entre la diócesis de Urgell y el Condado de Foix. Enrique IV de Francia, heredero del título de Copríncipe de Andorra, se lo pasó a los reyes de Francia, luego a los presidentes de la República Francesa. Por lo tanto, los dos países tienen un jefe de Estado en común.

## Comercio
Francia es el segundo mayor exportador de Andorra después de España. Más de una cuarta parte del comercio anual de Andorra es con Francia. En comparación, el comercio con España representa más de la mitad de los flujos comerciales de Andorra. En 2000, las exportaciones de Andorra a Francia ascendieron a 11,9 millones de US$, por 269,7 millones de importaciones de ese país, lo que resultó en un beneficio comercial de 257,8 millones de US$ para Francia.
Como Andorra es un país pequeño con poco espacio para la fabricación, sus importaciones exceden sus exportaciones en una proporción de 22 a 1.

## Vida cotidiana
Andorra depende de sus dos vecinos, España y Francia, para muchos servicios comunes, como Internet, televisión, radio, servicios postales y educación postsecundaria.
Como Andorra no forma parte del espacio Schengen, los controles fronterizos se mantienen en los lados español y francés.

## Misiones diplomáticas residentes
- Andorra tienen una embajada en París.
- Francia tienen una embajada en Andorra la Vieja.

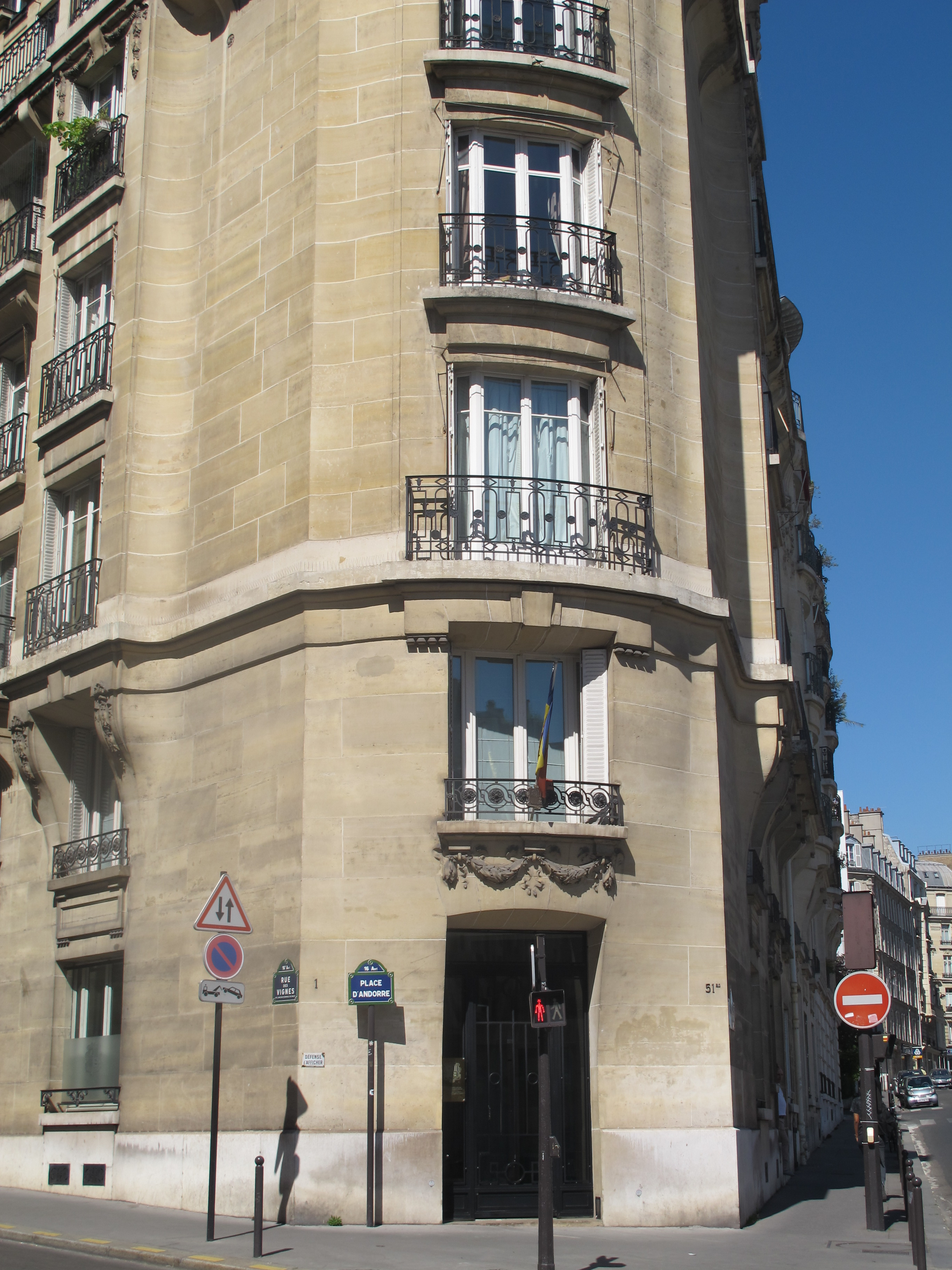
Embajada de Andorra en París